# Дискурс
Ди́скурс (диску́рс; от позднелат. discursus — рассуждение, довод; изначально — беготня, суета, манёвр, круговорот) — многозначный термин, означающий, в общем смысле, речь, процессы языковой деятельности и предполагающие их системы понятий.

## Классическое понимание дискурса
Разделение истин на непосредственные (интуитивные) и опосредованные (принимаемые на основе последовательных и логичных доказательств) проведено уже Платоном и Аристотелем. Платон проводит различие между всеобщим, целостным, нечастичным и неиндивидуальным единым умом — и дискурсивным умом (рассудком), в своём движении охватывающим и соотносящим отдельные смыслы.
Фома Аквинский противопоставляет дискурсивное и интуитивное знание, рассматривая дискурсивное мышление как движение интеллекта от одного объекта к другому.
Развитие науки в XVII—XVIII веках привело к построению различных интерпретаций интуитивного и дискурсивного познания. Декарт, Спиноза и Лейбниц считали, что всеобщность и необходимость научного познания гарантируется интеллектуальной интуицией, лежащей в основе доказательства, и обеспечивающей дискурсивному мышлению и созерцанию последовательное доказательство. Гоббс связывал дискурсивность мышления со способностью слов языка быть знаками общих понятий, определяя специфику человеческого понимания как последовательность представлений одного за другим, которое называют речью в уме (в отличие от речи, выраженной словами).
Локк полагал, что фундаментальные истины постигаются интуитивно, другие же — через посредство других идей, с помощью демонстрации или последовательного рассуждения, и чем больше шагов в этой последовательности, тем более ясным оказывается вывод. Ясность сложных идей зависит от количества и расположения простых идей, причём существуют три способа образования сложных идей (предметов, отношений и общих понятий).
В немецкой философии эпохи Просвещения сложились две линии в трактовке дискурсивного мышления, одна из которых (Х. Вольф, М. Мендельсон) преувеличивала роль дискурсивного мышления, а другая (Ф. Г. Якоби, И. Г. Гаман) противопоставляла опосредствованному знанию интуицию, чувство, веру.
Кант в «Критике чистого разума» противопоставляет дискурсивную ясность понятий интуитивной ясности, достигаемой посредством созерцаний, называя дискурсивным мышлением рассудочное познание посредством понятий. Понятие трактуется им как дискурсивная репрезентация того, что является общим для многих объектов. Гегель противопоставляет дискурсивное мышление, отождествляемое им с формальным и рассудочным, спекулятивному мышлению, постигающему единство непосредственного и опосредованного, многообразие абстрактных определений в конкретно жизненном понимании. Трактовка дискурсивного познания в качестве антитезы интуитивному сохранялась и в XX веке.

## Постмодернистское понимание дискурса
Новое понимание дискурса появилось в XX веке во французской философии постмодернизма и постструктурализма; оно характеризуется особым духовным настроем и идеологическими ориентациями, как они выражены в тексте, обладающем связанностью и целостностью и погружённом в социально-культурные, социально-психологические и другие контексты.
Трактовка нового видения дискурса в философии XX века выражается в том, что под ним понимается развиваемая в монологе языково-речевая конструкция, например, речь или текст.
Вместе с тем нередко под дискурсом понимается последовательность совершаемых в языке коммуникативных актов. Такой последовательностью может быть диалог, разговор, письменные тексты, содержащие взаимные ссылки и посвящённые общей тематике, и так далее.
Считается, что дискурс связан с активностью языка, соответствующей особой языковой сфере, и обладает особой лексикой. Кроме того, продуцирование дискурса осуществляется по определённым правилам (синтаксиса) и с определённой семантикой, откуда вытекает его ограничительный характер. Дискурс тем самым создаётся в определённом смысловом поле и призван передавать определённые смыслы, будучи нацеленным на коммуникативные действия со свойственной им грамматикой. Решающим критерием дискурса оказывается особая языковая среда, в которой создаются языковые конструкции. В соответствии с этим пониманием дискурс — это «язык в языке», то есть определённая лексика, семантика, прагматика и синтаксис, проявляющие себя как идеология в актуализируемых коммуникативных актах, речи и текстах.
В этой связи дискурс в 1960—1970-х годах понимался как связанная последовательность предложений или речевых актов. В таком понимании он может трактоваться как близкий понятию текст.
Уже к концу 1980-х годов под дискурсом начинают понимать сложное коммуникативное явление, сложную систему иерархии знаний, включающую, кроме текста, экстралингвистические факторы (знания о мире, мнения, установки, цели адресата и др.) как идеологические установки, учёт которых необходим для понимания текста. С этим связана традиция, идущая от М. Фуко, которая требует включения в контекст рассмотрения дискурса властных отношений и других идеологических форм, под действием которых дискурс приобретает социально актуальное значение. В этом смысле и сегодня дискурсы имеют важные социальные последствия для отдельных стран и народов, локальных и корпоративных социальных групп.
Эта традиция в настоящее время развилась в социально-конструкционистские подходы к дискурс-анализу. Как отмечают его представители, М. В. Йоргенсен и Л. Дж. Филлипс, под дискурсом нередко понимают при этом «общую идею о том, что язык структурирован в соответствии с паттернами, которые обусловливают высказывания людей в различных сферах социальной жизни. Известные примеры — „медицинский дискурс“, „политический дискурс“», научный дискурс.

## Научный дискурс
В. И. Карасик сформулировал следующую стратегию научного дискурса в соотнесении со структурой научного исследования: «1) определить проблемную ситуацию и выделить предмет изучения, 2) проанализировать историю вопроса, 3) сформулировать гипотезу и цель исследования, 4) обосновать выбор методов и материала исследования, 5) построить теоретическую модель предмета изучения, 6) изложить результаты наблюдений и эксперимента, 7) прокомментировать и обсудить результаты исследования, 8) дать экспертную оценку проведённому исследованию, 9) определить область практического приложения полученных результатов, 10) изложить полученные результаты в форме, приемлемой для специалистов и неспециалистов (студентов и широкой публики)».
Научный дискурс представляет собой большую совокупность разноплановых дискурсов, определяемых целым рядом причин (параметров). Первым таким параметром является научная специализация — научные дискурсы разных предметных областей обладают собственной стилистикой, тесно связанной с соответствующей областью, так, например, физические и математические тексты существенно отличаются от гуманитарных. Вторым параметром, задающим стилистическую разноплановость, является жанровая спецификация текстов, обусловливаемая видом представляемой информации и целью представления. Так представление в рамках научно- информационного, научно-образовательного, научно-критического и научно-популярного жанров различается целым рядом вербальных характеристик. Кроме этого, можно говорить и о варьировании в представлении научной информации в зависимости от этапов введения новой модели видения объекта исследования. В рамках научного дискурса также функционирует целостная система клишированных выражений коммуникативного характера, маркирующая способы ведения диалога как в непосредственной диалогической, так и монологической коммуникации.

## Дискурсивное поле
Дискурсивное поле — смесь интеллектуального и социального полей, где социальное взаимодействие переходит в определённый тип практики.
Основателем такого понимания дискурсивности можно считать Карла Маркса. Впоследствии в подобном плане стали рассматривать идеи Зигмунда Фрейда.

### Процессы, обеспечивающие дискурсивные поля
1. Воспроизводство общего категориального аппарата — язык общения.
2. Поддержание границы дискурсивного поля — где границы являются зонами ограниченного понимания или полного непонимания.
3. Наличие общего теоретического каркаса, представляющего собой единый интеллектуальный поток.
4. Силовой характер дискурсивного поля.
5. Тенденция к институализации.
6. На основе дискурсивного поля формируется дискурсивное сообщество.

### Иерархия дискурсивного поля
- Основоположники — основатели (в каждом поле свои).
- Лидеры-толкователи — последователи-наследники, которые развивают и адаптируют идею к конкретному периоду времени и месту.
- Активисты — энергичные деятели дискурсивного поля.
- Приверженцы — следуют правилам, рассуждают в категориях, часто просто потребители.
- Попутчики — «случайные прохожие».

При этом предполагается, что максимальный интерес к обсуждаемым темам находится в центре полей дискурса, а чем ближе к границам, тем больше ослабевают интерес и интенсивность общения.